# Chorągiew husarska koronna Stanisława Koniecpolskiego

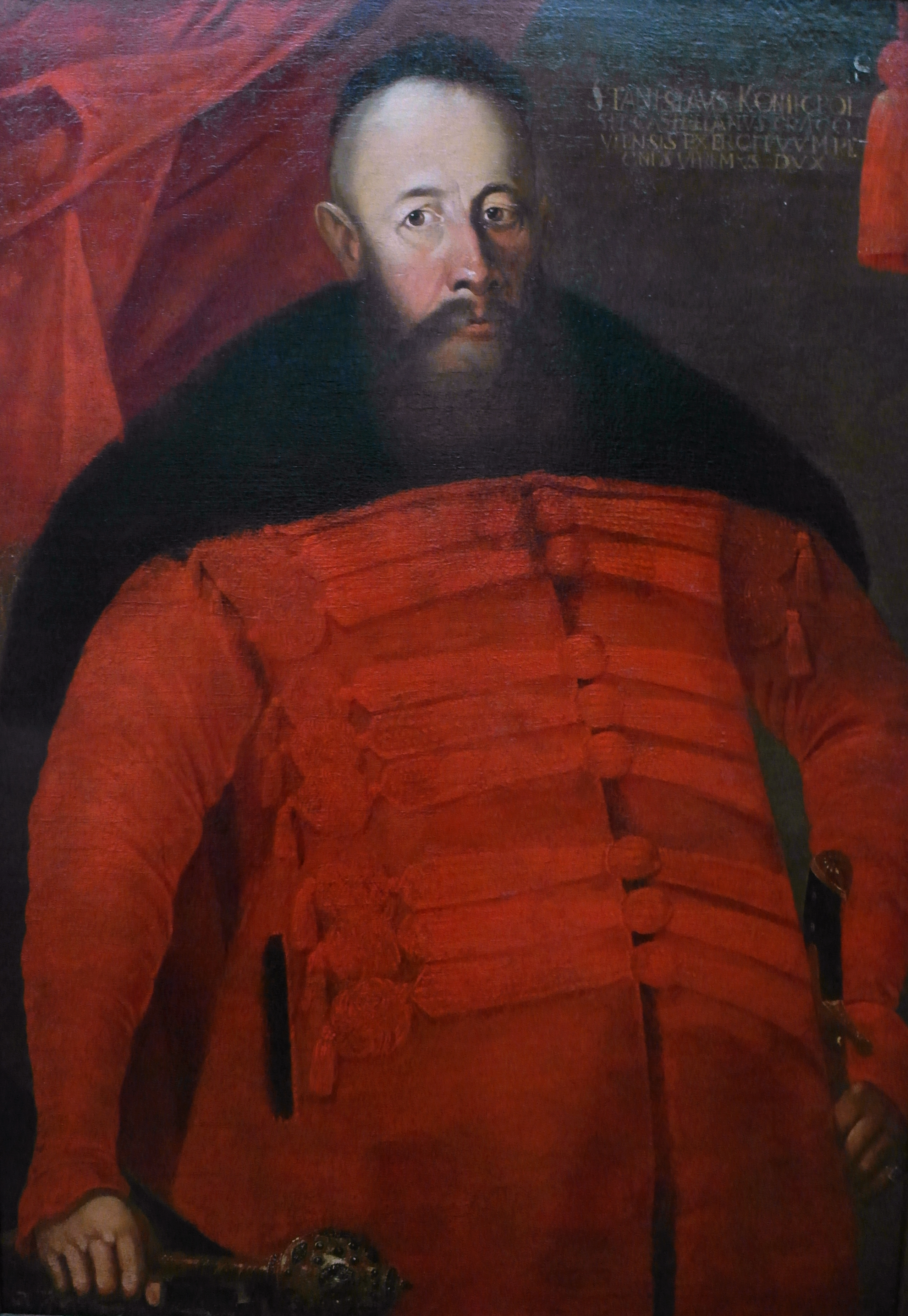
Hetman wielki koronny Stanisław Koniecpolski herbu Pobóg

Chorągiew husarska koronna Stanisława Koniecpolskiego – chorągiew husarska koronna z I połowy XVII wieku, okresu wojen ze Szwedami i Rosją.
Szefem tej chorągwi był hetman wielki koronny Stanisław Koniecpolski herbu Pobóg.
Stan liczebny tej chorągwi pod koniec listopada 1627 wynosił 250 koni.